# Grande Viena

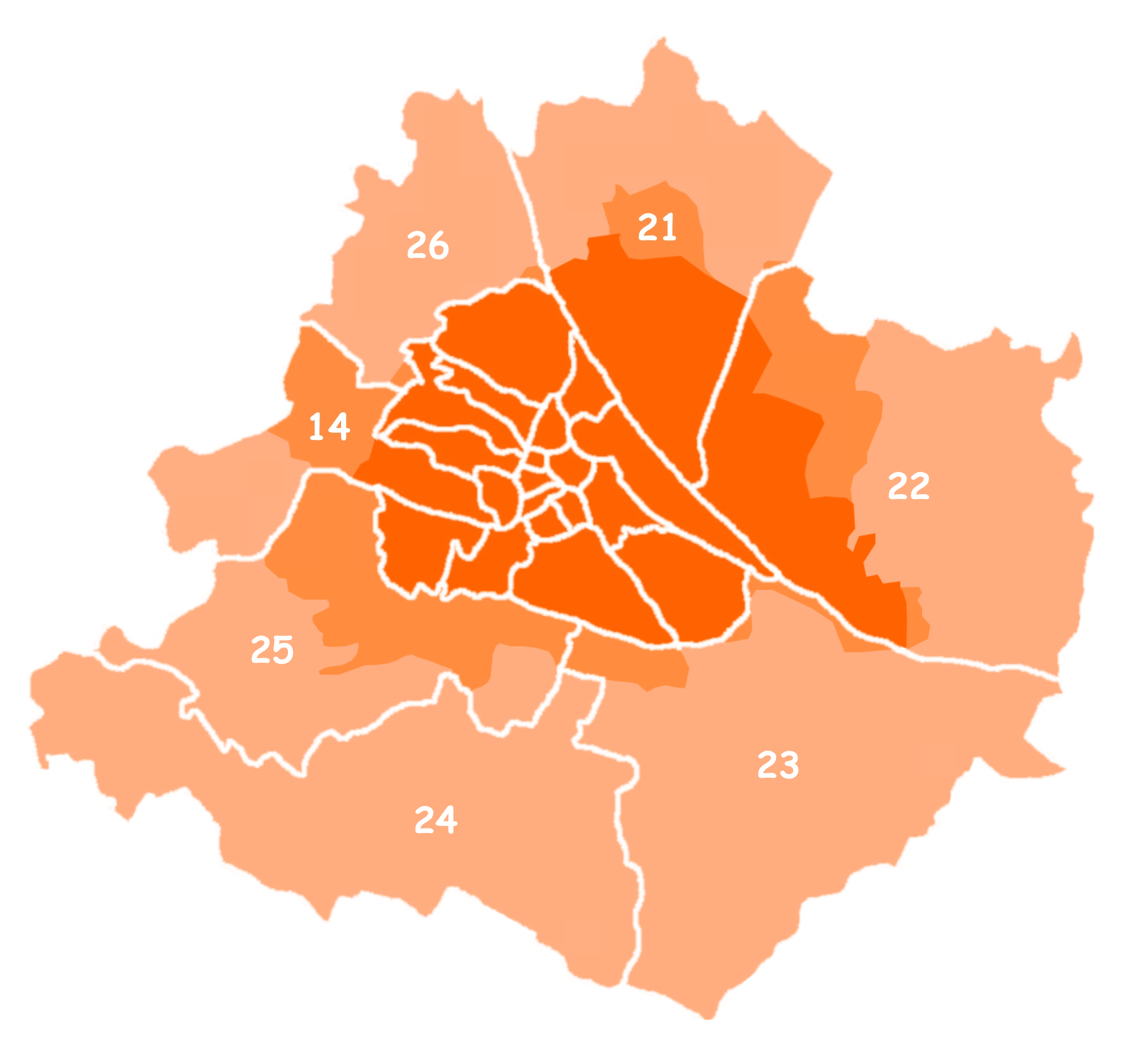
Mapa da Grande Viena durante a era nazista.

Grande Viena (em alemão:  Groß-Wien) foi uma versão ampliada da cidade austríaca de Viena. As primeiras tentativas de formação da Grande Viena já datam dos tempos da monarquia dos Habsburgos.  Após o Anschluss em 1938, Viena foi expandida para "a maior cidade do Reich por área".
Hoje em dia, o termo "Grande Viena" é usado principalmente para distinguir a região maior em torno de Viena, que foi ampliada durante a era nazista, da cidade atual. Em 1954, durante a ocupação aliada da Áustria, as extensões foram revertidas ao estado anterior à anexação.